# Sempervivum wulfenii
Sempervivum wulfenii is een overblijvende plant uit de vetplantenfamilie (Crassulaceae). Het is een van de ongeveer 25 soorten huislook (Sempervivum).
S. wulfenii komt vooral in de Alpen voor, vooral in het rood maar ook in het groen. Het is een sempervivumsoort die bijna niet te onderscheiden is van sommige cultivars/kruisingen van Sempervivum tectorum, die ook in het rood bestaan. De bladrozet wordt ongeveer 10 centimeter hoog, en 10-20 centimeter breed, de bloeisteel wordt ongeveer 30 centimeter hoog en is bezet met bladeren, en de bloemen zijn roze van kleur.
... · S. arachnoideum (Spinnenwebhuislook)· S. cantabricum · S. × funckii var. aqualiense (Beklierde huislook) · S. montanum (Berghuislook) · S. tectorum (Gewone huislook) · S. wulfenii · ...